# Park Narodowy „Przyelbrusie”
Park Narodowy „Przyelbrusie” (ros. Национальный парк «Приэльбрусье») – park narodowy w południowej części republiki Kabardo-Bałkaria w Rosji, w rejonach zolskim i elbruskim. Jego obszar wynosi 1004 km². Park został utworzony dekretem rządu Rosyjskiej Federacyjnej Socjalistycznej Republiki Radzieckiej z dnia 22 września 1986 roku. W 2008 roku został zakwalifikowany przez BirdLife International jako ostoja ptaków IBA. Zarząd parku znajduje się w miejscowości Elbrus.

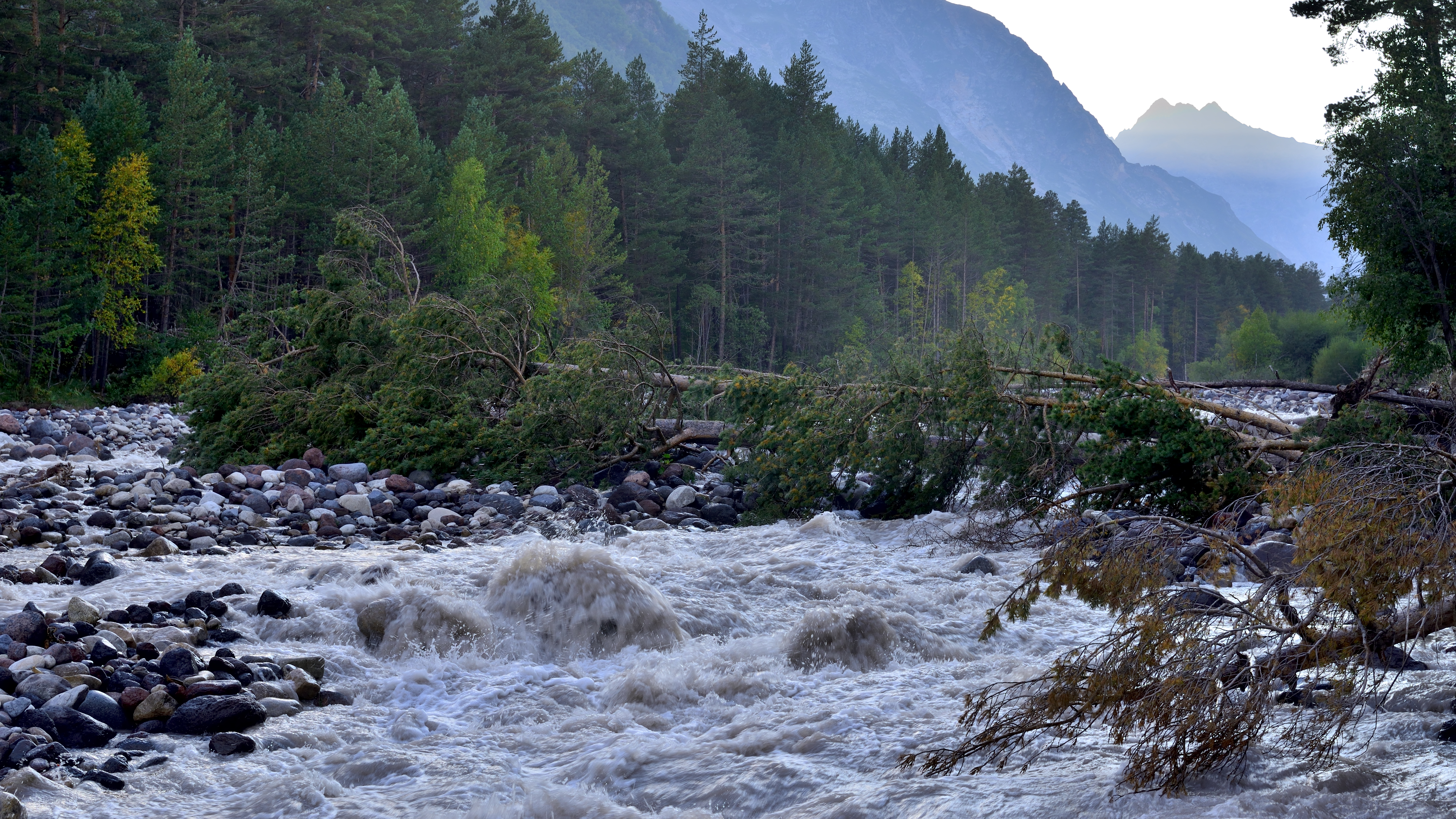
Wąwóz rzeki Baksan

## Opis
Park położony jest na Kaukazie Północnym (na wysokości 1400–5642 m n.p.m.) i obejmuje część głównych i bocznych grzbietów Wielkiego Kaukazu wraz ze szczytem Elbrus. Celem jego utworzenia było zachowania unikalnego kompleksu przyrodniczego w rejonie Elbrusu. Na jego terytorium znajduje się najwyższy szczyt Rosji i, w zależności od interpretacji przebiegu granicy Europa-Azja, Europy. Na terenie parku znajduje się ok. 113 km² lodowców. Stanowią w  przybliżeniu 11% jego powierzchni i zasilają większość rzek regionu. Zbiorników wodnych jest niewiele. Jednym z najbardziej znanych i najczęściej odwiedzanych jest położone na blisko 3200 m n.p.m. jezioro Syłtrankiol. Prowadzi do niego szlak doliną Syłtransu z  Górnego Baksanu. Uwagę zwracają także trzy jeziora Birdżały, znajdujące się na północny wschód od wschodniego wierzchołka Elbrusu na wysokości ok. 3280 m n.p.m., dwa jeziora Baszkara w dolinie Adył-Su, a  także dwa jeziora Donguzorun-Kiel pod masywem Donguzorun.

## Flora i fauna

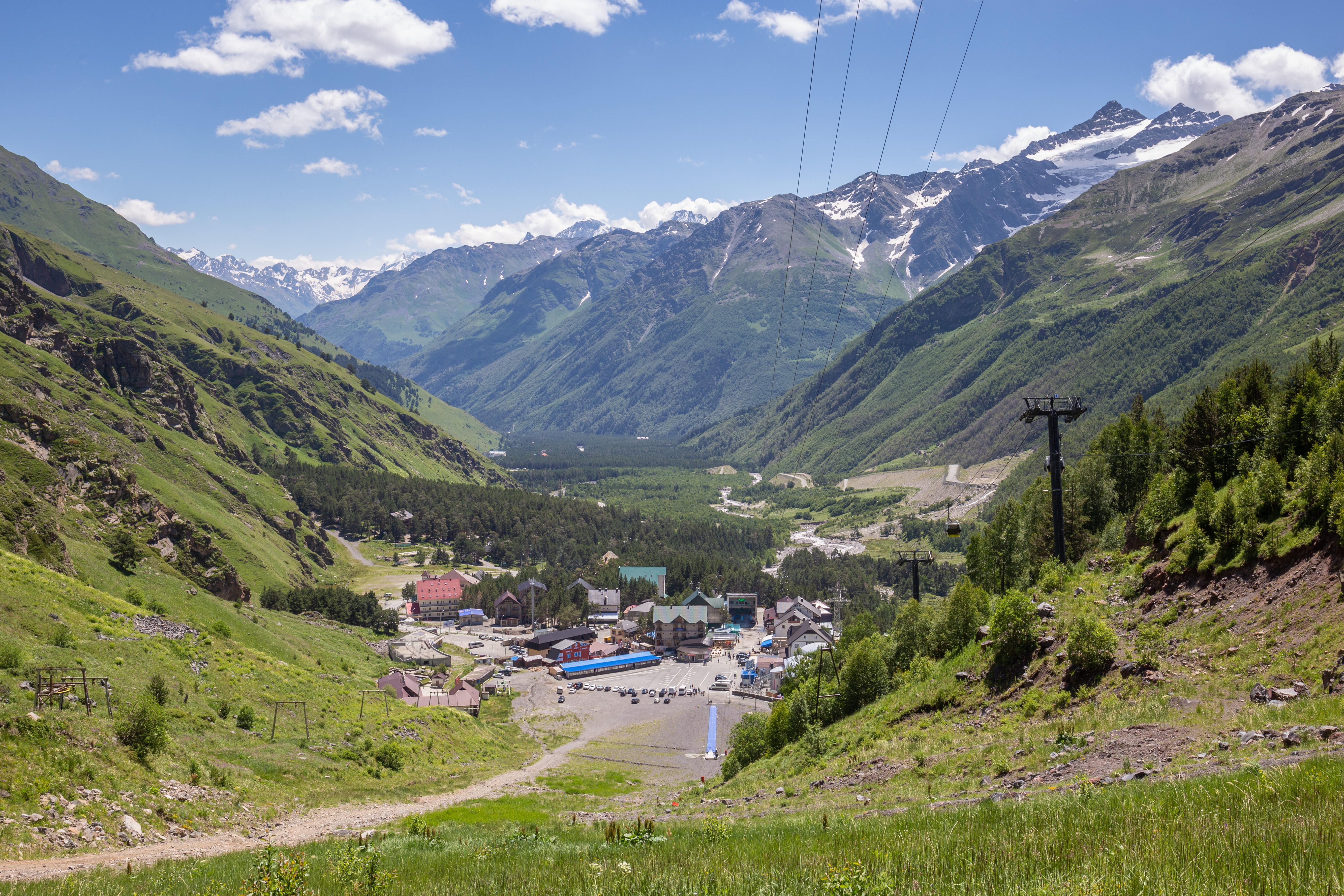
Miasteczko Azau pod Elbrusem

Flora parku charakteryzuje się połączeniem gatunków typowych zarówno dla stepowych, jak i śródziemnomorskich regionów Azji Mniejszej. Istnieje wyraźny podział roślinności na strefy w zależności od wysokości. Flora roślin naczyniowych liczy około 3000 gatunków. 
Lasy (drzewa iglaste i brzozowate) oraz roślinność stepowa występują na wysokości od 1400 m do 2400 m, wyżej – od 2400 m do 2800 m – znajdują się łąki wysokogórskie. Od 2800 m do 3400 m rosną pojedyncze karłowate krzewy. Powyżej 3400 m na skałach występują tylko kolonie porostów.
Wśród rzadkich gatunków roślin w parku występuje m.in. brzoza Raddego (Betula raddeana), dzwonek dolomitowy (Campanula dolomitica) i leszczyna kaukaska (Corylus colchica Albov).
Fauna jest bogata, różnorodna i wysoce endemiczna. Ma głównie azjatycki charakter. Ale żyją tu także zwierzęta lasów liściastych i strefy stepowej Europy.
Park jest domem dla 63 gatunków ssaków, 111 gatunków ptaków, 11 gatunków gadów, 8 gatunków płazów i 6 gatunków ryb.
W parku żyją m.in. koziorożce kaukaskie (Capra caucasica) i kozice północne (Rupicapra rupicapra). Inne gatunki chronione to m.in. borowiec olbrzymi (Nyctalus lasiopterus), cietrzew kaukaski (Lyrurus mlokosiewiczi), raróg zwyczajny (Falco cherrug), orzeł przedni (Aquila chrysaetos), orzeł cesarski (Aquila heliaca), sokół wędrowny (Falco peregrinus), orłosęp (Gypaetus barbatus), ścierwnik (Neophron percnopterus), bielik (Haliaeetus albicilla), krogulec chiński (Accipiter soloensis), sęp płowy (Gyps fulvus) i żmija kaukaska (Vipera kaznakowi).
W lasach parku żyją też m.in. rysie euroazjatyckie (Lynx lynx), wilki szare (Canis lupus)  i niedźwiedzie brunatne (Ursus arctos).